# Т-100
Т-100 е експериментален съветски тежък танк от края на 30-те години на 20 век. Един от последните опити за разработка на многокуполен танк. Среща се и като Изделие 100 или само 100. Заедно с подобния на него опитен танк СМК и опитния еднокуполен двуоръдеен танк КВ преминава фронтови изпитания по време на Съветско-финландската война. Танкът не е приет на въоръжение и не се произвежда серийно, но става основа на разработки за самоходни артилерийски установки като СУ-100-Y (СУ сто игрек).

## История на създаването
През април 1938 г. Автобронетанковото управление на РККА (АБТУ КА) дава задача за създаването на нов тежък танк на два ленинградски завода. Кировският завод (бивш Путиловски завод) започва проектирането на СМК, а Ленинградският опитен завод №185 „С. М. Киров“ – „Изделие 100“, преименуван на Т-100. Като са отчетени недостатъците на петкуполния тежък танк Т-35, за новите машини се решава да бъдат с максимум три куполи, но с по-добра бронировка. Работата по Т-100 започва през лятото на 1938 г. под ръководството на С. Гинзбург и с водещ инженер Е. Палей. До началото на август поради липса на договор разработките са на ниво ескизи, но след постановление № 198сс от 7 август 1938 г. работата се ускорява – задачата е СМК да е готов за изпитания за 1 май 1939 г., а Т-100 за 1 юни.
Проектите на двата опитни танка – Т-100 и СМК, са разгледани на 9 декември 1938 г. на заседание на Комитета по отбрана, където по указание на Йосиф Сталин е решено да се премахне третата купола и от двата модела.
Основните работи се извършват в завод №185, бронята се доставя от Ижорския завод, а трансмисията – от Харковския завод №183. Работите по прототипа са забавени заради третия завод, чиито мощности били изцяло заети с опитния танк А-32, който впоследствие се превръща в средния танк Т-34. Поради тази причина машината е завършена окончателно едва на 31 юли 1939 г. и показана пред държавната комисия за заводско-полигонни изпитания, които започват на 1 август и по план е трябвало да продължат до 3 януари 1940 г.
На 30 ноември 1939 г. започва Съветско-финландската война и се взема решение и трите опитни танка – Т-100, СМК и КВ, да образуват рота тежки танкове и да бъдат изпратени на Карелския провлак за бойни изпитания на фронта. На 10 декември ротата вече е на фронта и е зачислена към 90-и танков батальон на 20-а тежка танкова бригада. На бойната линия се оказва, че танкът, макар и добре брониран, е със слабо въоръжение, недостатъчно за преодоляване на противниковите укрепления.
Затова в завод №185 още в края на 1939 г. започват разработката на нов танк Т-100Z, въоръжен със 152,4-mm гаубица М-10 и на самоходна установка Т-100Х (Т-100 икс), въоръжена със 130-mm корабно оръдие Б-13-IIс. Т-100Х, който се разработва вместо планираната бронирана инженерна машина на основата на Т-100, по-късно става основа за опитната самоходна установка СУ-100У. Предвиждано е разработките да бъдат завършени до края на февруари 1940 г., но задачата се оказва непосилна за такъв кратък срок. Така Т-100 остава със старото си въоръжение, но 76-mm оръдие Л-10 на голямата купола е заменено с по-доброто Л-11.
Танкът участва в реални бойни действия още на 18 декември, когато заедно със СМК атакуват укрепленията на фините. В резултат СМК се натъква на мина и се налага Т-100 да води прикриващ огън, докато екипажът от СМК се прехвърли в Т-100. Опитите за буксир на СМК са неупешни и Т-100 се оттегля, като е отправен за ремонт. Участва в боеве отново през февруари 1940 г., където неколкократно е улучен от малокалибрени бронебойни снаряди, които изваждат от строя 45-mm оръдие на малката купола.
На 22 февруари 1940 г. правителствената комисия начело с маршал Ворошилов взема решение за производството на танка КВ-1, който е с по-добри технически характеристики и спиране на разработката на Т-100 и СМК. Повреденият танк е докаран на полигона в Кубинка, където остава до началото на Великата отечествена война, когато е евакуиран в Челябинския тракторен завод, където следите му се губят. Вероятно е претопен още през войната.
Последният опит за използване на Т-100 е от април 1940 г., когато е разработен Обект 103 – проект на тежък танк за брегова охрана, въоръжен със 130-mm корабно оръдие Б-13-IIс и три 7,62-mm картечници ДТ, но той остава на ниво дървен макет.

## Устройство

### Конструкция
Танкът е изграден по класическа схема – преден отсек с отделение за управление, бойно отделение в средата и машинно-трансмисионно отделение в задната част. В отделението за управление се намират механик-водачът в средата, помощникът му, който седи отдясно и техник, за когото има отделно място и в бойното отделение. В бойното отделение в голямата купола се намират командирът на танка, мерачът и радистът, който е и пълнач, а в малката купола – мерач и пълнач – общо екипажът се състои от 8 души. Корпусът е изграден от заварени бронирани листове. Дебелината на челната броня е 60 mm, отстрани 60 mm, отдолу 20 mm, а отгоре – 20 mm. Дебелината на куполите е 60 mm за бордовете, 30 mm за горната част на голямата купола и 20 mm за малката. Малката предна купола може да се завърта на 270°, а голямата – на 360°. Люкът на командира, където е монтирана картечница, също може да се върти на 360°.

### Двигател и трансмисия
Двигателят е танкова версия на авиационния АМ-34, използван за тежките бомбардировачи ТБ-3. Той е 12-цилиндров V-образен бензинов ГАМ-34БТ, с течно охлаждане и с мощност 850 к.с. при 1850 об./мин. Пускът му се осъществява със сгъстен въздух или с електрически стартер СТ-70. Разходът на гориво е около 700 l на 100 km, а резервоарите със запас от 1160 l позволяват да се изминат 160 km по шосе или 120 km по пресечена местност с едно зареждане. Скоростната кутия е 6-скоростна механическа (5+1), главен тридисков фрикцион (сухо триене стомана – феродо) и бордови фрикциони (сухо триене стомана – стомана), бордови планетарни редуктори и лентови спирачки.

### Ходова част
Окачването е с листови ресори, индивидуално. Ходовата част се състои от верига, изградена от щамповани тракове, по 8 метални опорни ролки с гумен бандаж и 5 метални поддържащи ролки с губен бандаж, задно водещо колело със зъбно зацепване и предно водещо колело.

### Въоръжение
В голямата купола се монтира едно 76-mm оръдие Л-10, което по-късно е заменено с по-усъвършенстваното Л-11 и с боекомплект 160 снаряда. С оръдието е сдвоена една 7,62-mm картечница ДТ (Дегтярёва танковый). На командирския люк също има 7,62-mm картечница ДТ. Малката купола има 45-mm оръдие 20К с боекомплект 393 снаряда, а с оръдието е сдвоена една 7,62-mm картечница ДТ.
В отделението за управление има една курсова 7,62-mm картечница ДТ, с която стреля радистът. Общият боекомплект за картечниците ДТ е 4284 патрона в 68 диска с по 63 патрона във всеки.
Мерачите използват телескопични прицели ТОП обр. 1930 г. и перископичен ПТ-1 обр. 1932 г.

### Оборудване
За радиовръзка на танка се монтира радиостанция 71ТК-3 с мачтова антена, изведена на десния борд на корпуса. Вътрешната връзка се осъществява с 6 разговорни устройства ТПУ-6а. Освен радиостанцията за външна връзка се използва и светосигнално устройство с три цвята – бял, зелен и червен, монтирано на командирския люк. Захранването с електроенергия се осъществява от четири акумулатора 6СТЭ-144 и генератор, който захранва вътрешното осветление и външния фар, намиращ се вляво на предния челен брониран лист.

## Проекти на основата на Т-100
- Опитна самоходна артилерийска установка СУ-100-Y, създадена на основата на Т-100 в музея на бронетанковата техника в КубинкаТ-100-X – самоходна артилерийска установка, въоръжена със 130-mm морско оръдие Б-13-IIс в неподвижна купола (на тази основата се разработва и опитната СУ-100-Y).
- Т-100-V – тежък танк за артилерийска поддръжка, въоръжен с 203-mm гаубица-оръдие Б-4 във въртяща се купола.
- Т-100-Z – тежък танк за артилерийска поддръжка, въоръжен със 152-mm гаубица М-10Т и 45-мм оръдие 20К в две куполи.
- Обект 0-50 – тежък танк, въоръжен със 76-mm оръдие Л-11 и 45-mm оръдие 20К в една купола.
- Обект 103 – тежък танк за брегова охрана със 130-mm морско оръдие Б-13-IIс във въртяща се купола.